# Wolf Schaller
Wolf Schaller (* vor 1530 in Ehrenfriedersdorf; † nach 1536) war ein Bergbauunternehmer aus dem Erzgebirge. Er gilt neben seinem Bruder Barthel Schaller als einer der Mitbegründer der Bergstadt Platten auf dem Kamm des Erzgebirges, nachdem dort von ihnen Zinnerzvorkommen entdeckt worden sind.
Er war der Sohn des Fundgrübers Martin (Merten) Schaller aus Ehrenfriedersdorf und investierte zu Beginn der 1530er Jahre Geld in mehrere Zechen am Plattenberg im oberen Erzgebirge. So besaß er die Kießzeche und die Kaltenbrünnlein genannte Grube. 1534 hatte er auch die Hälfte des am Breitenbach neuangelegten Pochwerkes in Besitz und betrieb zusätzlich die beiden Gruben Sprengkessel und Wolf-Schaller-Lehen. Neben dem sogenannten Kurfürstenhaus in Platten ließ er sich ein stattliches Haus am Ring (heute Marktplatz) errichten und wurde unter dem Stadtrichter Gregor Stübner Gerichtsschöffe. Nachdem es 1536 zu Unregelmäßigkeiten gekommen war, geriet Wolf Schaller in Gefangenschaft, so dass seine Frau das Haus an J. Neumann verkaufen musste. 
In Johanngeorgenstadt gab es seit der Stadtgründung 1654 eine Schallergasse (heute: Untere Gasse), bei deren Namensgebung ein Bezug zu Wolf Schaller vermutet wird.